# 유관순체육관
유관순체육관(柳寬順體育館)은 충청남도 천안시 서북구 번영로 208 (백석동 699-1번지) 천안종합운동장 내에 있는 실내 경기장이다. 유관순 열사를 기념하여 개관하여 천안도시공사에서 운영하고 있다. 1999년 7월 31일 착공되었으며, 2001년 8월 31일 전국체전을 앞두고 준공 및 개관하였다.
이 경기장에는 5,482석의 좌석이 설치되어 있고, 약 6천명까지 수용할 수 있으며 지하에는 보조 경기장이 있다. 주 경기장 면적은 1,997㎡이다. 편의 시설로는 장애인, 노약자를 위한 엘리베이터가 설치되어 있다.
개장 이후 현재까지 여자 프로농구 천안 KB국민은행 세이버스와 프로배구 천안 현대캐피탈 스카이워커스, 천안 흥국생명 핑크스파이더스의 홈경기장으로 사용되었으며, 여러 분쟁으로 인해 현재는 천안 현대캐피탈 스카이워커스만 사용하고 있다.

## 홈 구단
- 천안 KB국민은행 세이버스 (2001 ~ 2009)   여자프로농구와 남자프로배구의 경기시즌이 겹치면서 국민은행과 현대캐피탈 양 구단이 유관순체육관을 공동사용이 어려워 이전했다.
- 천안 흥국생명 핑크스파이더스 (2005 ~ 2009)
- 천안 현대캐피탈 스카이워커스 (2005 ~ 현재)